# 琐住
琐住（?—?），元朝大臣，又作白琐住，元顺帝时中书平章政事。
琐住开始为察罕帖木儿的部将。至正十八年（1358年），担任中书参知政事，十二月，受到察罕帖木儿派遣，担任枢密院判官统军到辽阳行省攻打红巾军关先生、破头潘。至正二十年（1360年），朝廷再派他到冀宁路（今山西省太原市）攻打孛罗帖木儿，战败。察罕帖木儿死后，琐住归属扩廓帖木儿（王保保）。至正二十四年（1364年），孛罗帖木儿攻打大都，扩廓帖木儿派遣万骑保卫京师，于是拜为中书平章政事。他战败后，让东宫官员保护太子爱猷识理达腊出奔太原。孛罗帖木儿被杀后，他再次守卫京师。至正二十八年（1368年），再任中书平章政事，抵御明朝大军。